# Oest-Kara
Oest-Kara (Russisch: Усть-Кара) is een plaats (posjolok) in het gemeentelijke district Zapoljarny van het Russische autonome district Nenetsië, vlak bij de grens met het autonome district Jamalië. De plaats ligt aan de oever van de rivier de Kara (Karaboezem) op de Bolsjezemelskaja toendra en vormt een van de meest geïsoleerde van het autonome district. In de plaats wonen ongeveer 700 mensen, vooral Nenetsische vissers en rendierhouders.
Voor de komst van de Russen werd het gebied rond de oever van de Kara bewoond door een Nenetsenstam, die volgens verschillende legenden zeer oorlogszuchtig was en meerdere succesvolle aanvallen uitvoerde op de gehate Russische kozakkenpost Poestozjorsk (lange tijd het centrum van de regio rond de Petsjora), waar de jasak werd ingezameld, en deze ook meerdere malen plunderde. In 1736 en 1738 bevond zich er een winterkamp van poolonderzoekers Stepan Malygin en Aleksej Skoeratov.
In de plaats bevindt zich een internaat voor kinderen uit de omgeving. Er bevindt zich een vliegveld waar alleen bij goed weer in de zomer op wordt gevlogen vanaf Narjan-Mar met helikopters.

## Recente ontwikkelingen
In 2003 brak er hepatitis A uit, waarna de plaats in quarantaine werd gesteld. In 2004 werd de enige school van Oest-Kara door brand verwoest, waarna besloten werd tot de bouw van een nieuwe school. In 2006 viel de elektriciteit uit in de twee mobiele elektriciteitscentrales van de plaats, waarna pas dagen later een nieuw dieselaggregaat werd geleverd van buitenaf.